# Campionati del mondo di atletica leggera indoor 1987 - Marcia 5000 metri
La gara di marcia 5000 metri maschile dei Campionati del mondo di atletica leggera indoor 1987 si è tenuta il 6 marzo.

## Risultati
| Pos | Nome                 | Nazione          | Tempo    | Note                                    |
| --- | -------------------- | ---------------- | -------- | --------------------------------------- |
| 1   | Michail Ščennikov    | Unione Sovietica | 18'27"79 | Record mondiale · Record dei campionati |
| 2   | Jozef Pribilinec     | Cecoslovacchia   | 18'27"80 | Record nazionale                        |
| 3   | Ernesto Canto        | Messico          | 18'38"71 | Miglior prestazione nazionale under 18  |
| 4   | Roman Mrázek         | Cecoslovacchia   | 18'47"95 | Miglior prestazione personale           |
| 5   | David Smith          | Australia        | 18'52"20 | Record oceaniano                        |
| 6   | Sándor Urbanik       | Ungheria         | 19'06"19 |                                         |
| 7   | Walter Arena         | Italia           | 19'08"20 | Miglior prestazione personale           |
| 8   | Tim Lewis            | Stati Uniti      | 19'18"40 | Record nazionale                        |
| 9   | Erling Andersen      | Norvegia         | 19'26"18 |                                         |
| 10  | Bo Gustafsson        | Norvegia         | 19'27"43 | Miglior prestazione personale           |
| 11  | Marcelino Colín      | Messico          | 19'45"19 | Miglior prestazione personale           |
| 12  | Zdzisław Szlapkin    | Polonia          | 19'46"67 |                                         |
| 13  | Carlo Mattioli       | Italia           | 19'59"47 |                                         |
| 14  | Ray Sharp            | Stati Uniti      | 20'13"19 |                                         |
| 15  | Andrew Jachno        | Australia        | 20'19"74 |                                         |
| 16  | Christos Karagiorgos | Grecia           | 20'26"54 |                                         |
| 17  | Hirofumi Sakai       | Giappone         | 21'10"01 | Record asiatico                         |